# Cozieni
Cozieni là một xã thuộc hạt Buzău, România. Dân số thời điểm năm 2002 là 2458 người.